# Kazimierz Konopasek
Kazimierz Wacław Konopasek (ur. 24 lipca 1907 we Lwowie, zm. 15 lutego 1974 w Zakopanem) – major pilot Wojska Polskiego, dowódca dywizjonu 305, kawaler Virtuti Militari, odznaczony Distinguished Flying Cross.

## Życiorys
Urodził się 24 lipca 1907 we Lwowie, w rodzinie Franciszka (zm. 1911), kapelmistrza 15 galicyjskiego pułku piechoty, i Walerii. W 1918 ukończył czteroklasową szkołę powszechną im. Świętego Józefa we Lwowie. W 1923, po ukończeniu trzech klas w I Gimnazjum matematyczno-przyrodniczym im. Mikołaja Kopernika we Lwowie, wstąpił do tamtejszego Korpusu Kadetów nr 1. Maturę uzyskał w 1928 r. i zdał do Szkoły Podchorążych Lotnictwa. Ukończył ją w 1930 r. z drugą lokatą i otrzymał przydział do 62. eskadry liniowej. W pułku uzyskał wyszkolenie pilotażowe i został skierowany na Kurs Wyższego Pilotażu w Grudziądzu.
W lipcu 1933 r. został przeniesiony do 63. eskadry towarzyszącej, w której służył do października 1937 r. Jego kolejnym miejscem służby była 69 eskadra towarzysząca, w której w listopadzie objął dowództwo nad pierwszym plutonem. Od maja do sierpnia 1939 r. pełnił obowiązki dowódcy tej eskadry. W tym okresie otrzymał awans na stopień kapitana.
Po wybuchu II wojny światowej został przydzielony do Bazy Lotniczej Nr 6 na stanowisko zastępcy dowódcy eskadry treningowej. Wobec nieprzybycia oficera wyznaczonego na stanowisko dowódcy eskadry treningowej pełnił jego obowiązki. W jej składzie został ewakuowany do Rumunii, skąd przedostał się do Francji. Trafił do bazy polskiego lotnictwa na lotnisku Lyon-Bron, objął stanowisko dowódcy eskadry zapasowej. Po klęsce Francji przedostał się do Wielkiej Brytanii. Zgłosił się do służby w Polskich Siłach Powietrznych, otrzymał numer służbowy RAF P-1208.
W celu przeszkolenia w lotach na brytyjskim sprzęcie został 24 maja 1941 r. skierowany do 25 Polish Elementary Flying Training School w Hucknall. Następnie został 1 października przeniesiony do 18. Operational Training Unit w bazie Bramcote. 7 kwietnia 1942 r. otrzymał przydział do dywizjonu 305. Już 15 kwietnia, w trakcie powrotu z nalotu na Dortmund, musiał przygodnie lądować Wellingtonem (nr ser. Z8586, oznaczenie SM-W) z powodu braku paliwa. Dwóch członków załogi zginęło, jednak Kazimierz Konpasek wyszedł z tej katastrofy bez obrażeń. 20 listopada został przeniesiony do dywizjonu 300.
Po ukończeniu pierwszej tury lotów bojowych odszedł na odpoczynek operacyjny. 10 lutego 1943 r. powrócił do dywizjonu 300. 1 marca 1943 awansował na majora. 3 kwietnia został przeniesiony do dywizjonu 305, w którym objął funkcję dowódcy połączonych eskadr A i B. 28 lipca objął stanowisko dowódcy tego dywizjonu po Tadeuszu Czołowskim. Funkcję dowódcy zdał 31 lipca 1944 r. mjr. Bolesławowi Orlińskiemu. 1 sierpnia objął stanowisko polskiego oficera łącznikowego przy 46 Grupie Transportowej, od 11 listopada przy 9. Armii Lotniczej USA na terenie Francji, a od 1 lipca 1945 przy 44 Grupie Transportowej (Stacja RAF w Dunhome Lodge).
Po demobilizacji zdecydował się na powrót do Polski. Do kraju powrócił 22 lipca 1947 r. Znalazł zatrudnienie jako pilot w Polskich Liniach Lotniczych LOT. Jako były żołnierz PSP został w latach pięćdziesiątych zwolniony. Został zatrudniony w agrolotnictwie do zwalczania szkodników lasów. W 1955 r. wystąpił w filmie Sprawa pilota Maresza jako dowodzący akcją opylania lasów. 
Zmarł nagle 15 lutego 1974 r. w Zakopanem. Pochowany został na Cmentarzu Powązkowskim.

## Ordery i odznaczenia
Za swą służbę otrzymał odznaczenia:
- Krzyż Srebrny Virtuti Militari nr 10292[17][9]
- Krzyż Walecznych dwukrotnie[17][9]
- Medal Lotniczy czterokrotnie[17][9]
- Brązowy Medal za Długoletnią Służbę[9]
- Distinguished Flying Cross[17][9]
- Gwiazda za Wojnę 1939–1945[9]
- Gwiazda Lotniczych Załóg w Europie[9]
- Gwiazda Francji i Niemiec[9]
- Medal Obrony[9]
- Medal Wojny 1939–1945[9]